# کریستف کونچ
کریستف کونچ (انگلیسی: Christoph Koncz؛ زادهٔ ۳ سپتامبر ۱۹۸۷) موسیقی‌دان اهل اتریش است. وی از سال ۱۹۹۳ میلادی تاکنون مشغول فعالیت بوده‌است.
از فیلم‌ها یا برنامه‌های تلویزیونی که وی در آن نقش داشته‌است می‌توان به ویولن سرخ اشاره کرد.